# Temporada 1972-73 de los Boston Celtics
La temporada 1972-73 fue la vigésimo séptima de los Boston Celtics en la NBA. La temporada regular acabó con 68 victorias y 14 derrotas, clasificándose para los playoffs, en los que cayó nuevamente en las Finales de Conferencia ante los New York Knicks.

## Elecciones en el Draft
| Ronda | Puesto | Jugador       | Posición     | Nacionalidad   | Universidad         |
| ----- | ------ | ------------- | ------------ | -------------- | ------------------- |
| 1     | 10     | Paul Westphal | Base/Escolta | Estados Unidos | Southern California |
| 2     | 27     | Dennis Wuycik | Alero        | Estados Unidos | North Carolina      |
| 11    | 165    | Mark Minor    | Alero        | Estados Unidos | Ohio State          |

## Temporada regular
| División Atlántico | División Atlántico | División Atlántico | División Atlántico | División Atlántico | División Atlántico | División Atlántico | División Atlántico | División Atlántico |
| Equipo             | G                  | P                  | %                  | PD                 | Casa               | Fuera              | Neutral            | Div                |
| ------------------ | ------------------ | ------------------ | ------------------ | ------------------ | ------------------ | ------------------ | ------------------ | ------------------ |
| y-Boston Celtics   | 68                 | 14                 | .829               | –                  | 33–6               | 32–8               | 3–0                | 18–4               |
| x-New York Knicks  | 57                 | 25                 | .695               | 11                 | 35–6               | 21–18              | 1–1                | 16–6               |
| Buffalo Braves     | 21                 | 61                 | .256               | 47                 | 14–27              | 6–31               | 1–3                | 8–14               |
| Philadelphia 76ers | 9                  | 73                 | .110               | 59                 | 5–26               | 2–36               | 2–11               | 2–20               |

## Playoffs

### Semifinales de Conferencia
Boston Celtics vs. Atlanta Hawks 
| Fecha       | Partido                               | Ciudad  |
| ----------- | ------------------------------------- | ------- |
| 1 de abril  | Boston Celtics 134, Atlanta Hawks 109 | Boston  |
| 4 de abril  | Atlanta Hawks 113, Boston Celtics 126 | Atlanta |
| 6 de abril  | Boston Celtics 105, Atlanta Hawks 118 | Boston  |
| 8 de abril  | Atlanta Hawks 97, New York Knicks 94  | Atlanta |
| 11 de abril | Boston Celtics 108, Atlanta Hawks 101 | Boston  |
| 13 de abril | Atlanta Hawks 103, Boston Celtics 121 | Atlanta |
|             | Boston Celtics gana las series 4-2    |         |

### Finales de Conferencia
Boston Celtics vs. New York Knicks 
| Fecha       | Partido                                 | Ciudad     |
| ----------- | --------------------------------------- | ---------- |
| 15 de abril | Boston Celtics 134, New York Knicks 108 | Boston     |
| 18 de abril | New York Knicks 129, Boston Celtics 96  | Nueva York |
| 20 de abril | Boston Celtics 91, New York Knicks 98   | Boston     |
| 22 de abril | New York Knicks 117, Boston Celtics 110 | Nueva York |
| 25 de abril | Boston Celtics 98, New York Knicks 97   | Boston     |
| 27 de abril | New York Knicks 100, Boston Celtics 110 | Nueva York |
| 29 de abril | Boston Celtics 78, New York Knicks 94   | Boston     |
|             | New York Knicks gana las series 4-3     |            |

## Estadísticas
| Rk | Jugador        | Edad | P  | PT | MP   | TC  | TCI  | %TC  | TL  | TLI | %TL  | RB   | AS  | FP  | PTS  |
| -- | -------------- | ---- | -- | -- | ---- | --- | ---- | ---- | --- | --- | ---- | ---- | --- | --- | ---- |
| 1  | John Havlicek  | 32   | 80 |    | 42.1 | 9.6 | 21.3 | .450 | 4.6 | 5.4 | .858 | 7.1  | 6.6 | 2.4 | 23.8 |
| 2  | Dave Cowens    | 24   | 82 |    | 41.8 | 9.0 | 20.0 | .452 | 2.5 | 3.2 | .779 | 16.2 | 4.1 | 3.8 | 20.5 |
| 3  | Jo Jo White    | 26   | 82 |    | 39.6 | 8.7 | 20.3 | .431 | 2.2 | 2.8 | .781 | 5.0  | 6.1 | 2.3 | 19.7 |
| 4  | Paul Silas     | 29   | 80 |    | 32.7 | 5.0 | 10.6 | .470 | 3.3 | 4.8 | .700 | 13.0 | 3.1 | 2.5 | 13.3 |
| 5  | Don Chaney     | 26   | 79 |    | 31.5 | 5.2 | 10.9 | .482 | 2.7 | 3.4 | .787 | 5.7  | 2.8 | 3.5 | 13.1 |
| 6  | Don Nelson     | 32   | 72 |    | 19.8 | 4.3 | 9.0  | .476 | 2.2 | 2.6 | .846 | 4.4  | 1.4 | 2.2 | 10.8 |
| 7  | Art Williams   | 33   | 81 |    | 12.0 | 1.4 | 3.2  | .421 | 0.5 | 0.7 | .768 | 2.2  | 2.9 | 1.7 | 3.2  |
| 8  | Steve Kuberski | 25   | 78 |    | 9.8  | 1.8 | 4.4  | .403 | 0.8 | 1.1 | .774 | 2.5  | 0.3 | 1.2 | 4.4  |
| 9  | Paul Westphal  | 22   | 60 |    | 8.0  | 1.5 | 3.5  | .420 | 1.1 | 1.4 | .779 | 1.1  | 1.2 | 1.5 | 4.1  |
| 10 | Tom Sanders    | 34   | 59 |    | 7.2  | 0.8 | 2.5  | .315 | 0.4 | 0.6 | .657 | 1.5  | 0.5 | 1.4 | 2.0  |
| 11 | Hank Finkel    | 30   | 76 |    | 6.5  | 1.0 | 2.3  | .451 | 0.4 | 0.7 | .538 | 2.0  | 0.3 | 1.1 | 2.4  |
| 12 | Mark Minor     | 22   | 4  |    | 5.0  | 0.3 | 1.0  | .250 | 0.8 | 1.0 | .750 | 1.0  | 0.5 | 1.3 | 1.3  |

## Galardones y récords
| Jugador       | Galardón                                                             |
| Dave Cowens   | MVP de la NBA 2.º Mejor quinteto de la NBA All-Star                  |
| John Havlicek | Mejor quinteto de la NBA Mejor quinteto defensivo de la NBA All-Star |
| Don Chaney    | 2.º Mejor quinteto defensivo de la NBA                               |
| Jo Jo White   | All-Star                                                             |
| Tom Heinsohn  | Entrenador del Año de la NBA                                         |